# نيكلاس غونارسون
نيكلاس غونارسون (بالنرويجية البوكمول: Niklas Gunnarsson)‏ هو لاعب كرة قدم نرويجي في مركز الدفاع، ولد في 27 أبريل 1991 في تونسبرغ في النرويج. شارك مع Norway national under-23 association football team ‏ ومنتخب النرويج لكرة القدم. أما مع النوادي، فقد لعب مع نادي أود ونادي إلفسبورغ ونادي فوليرينغا ونادي هيبرنيان ونادي والسول.

## وصلات خارجية
- نيكلاس غونارسون على موقع اتحاد النرويج (النرويجية)
- نيكلاس غونارسون على موقع اتحاد السويد (السويدية)
- نيكلاس غونارسون على موقع قاعدة بيانات كرة القدم.إي يو (الإنجليزية)
- نيكلاس غونارسون على موقع ناشيونال فوتبول تيمز (الإنجليزية)
- نيكلاس غونارسون على موقع Soccerway.com (الإنجليزية)